# Ілецький
Іле́цький (рос. Илецкий) — селище у складі Кетовського району Курганської області, Росія. Входить до складу Іковської сільської ради.
Населення — 6 осіб (2010, 30 у 2002).